# 高輪中学校・高等学校
高輪中学校・高等学校（たかなわちゅうがっこう・こうとうがっこう）は、東京都港区高輪に所在し、中高一貫教育を提供する私立男子中学校・高等学校。

## 概要
1885年（明治18年）、西本願寺（京都市）により「普通教校」が開校。1901年（明治34年）、現在地である高輪に移転し、1906年（明治39年）、仏教との関係を離れ、高輪中学校と改称した。同年、龍口了信が校主兼校長に就任した。
第二次世界大戦後の1947年（昭和22年）、学制改革に伴い高輪中学校・高輪高等学校となった。1970年（昭和45年）に中学校募集を一旦停止したが、1989年（平成元年）に募集を再開し中高一貫教育を行う学校となった。
2013年度までは高等学校からはスポーツに技量が優れ、入学後もそのスポーツに関わるクラブに所属して活動できる生徒に限り15名募集していたが、2014年度以降高校からの募集を停止し、完全中高一貫校となった。
2015年（平成27年）、創立130周年を迎えた。

## 沿革
- 1885年4月 - 西本願寺により普通教校創立、4月18日の開校式を現高輪学園の創立記念日とする。
- 1888年10月 - 西本願寺の学制更改により文学寮と改称。
- 1900年4月 - 西本願寺の学制更改により 模範仏教中学・仏教高等中学・仏教大学と改称。
- 1901年4月 - 高輪に移転。
- 1902年4月 - 模範仏教中学は第一仏教中学[3]と改称。
- 1904年4月 - 大学・高等中学は京都に移転し(現在の龍谷大学の一部）、第一仏教中学のみ高輪に残留。
- 1906年4月 - 第一仏教中学を高輪中学と改称。仏教との関係から離れる。
- 1920年4月 - 高輪商業学校開設。
- 1935年6月 - 校歌制定。
- 1944年4月 - 高輪商業学校を高輪工業学校に転換（終戦後商業学校に復帰）。
- 1947年4月 - 新制高輪中学校・高輪第二中学校（後に廃止）発足。
- 1948年4月 - 新制高輪高等学校（普通科・商業科）発足。
- 1955年11月 - 高輪高等学校から商業科を分離し、高輪商業高等学校を設立。
- 1970年3月 - 中学校休校。
- 1985年4月 - 『高輪学園百年史』発行。
- 1989年4月 - 中学校募集再開。
- 1994年4月 - クリスチャンである櫻橋稔が初めて校長に就任。
- 1996年2月 - 商業高等学校廃校。
- 2003年4月 - 授業5日・学校6日制とする（土曜講座開講）。
- 2005年4月 - 授業6日制とする。
- 2006年4月 - 『千学児（第4号）』発行。
- 2007年4月 - スポーツ推薦による高校募集を一時中止。
- 2008年4月 - スポーツ推薦による25名の高校募集を再開。
- 2013年4月 - 高等学校での生徒募集を停止、完全中高一貫校化。
- 2015年8月 - 校内LED化工事完了。
- 2016年3月 - 『千学児（第5号）』発行。
- 2018年8月 - 一部を除く各教室へのプロジェクターの設置が完了。

## 学校行事
- 体育祭 - 毎年5月中旬に中学・高校合同で行われる。2校舎併設のグラウンドでは狭いため、大井ふ頭中央海浜公園陸上競技場が会場となっている。
- オープンキャンパス - 7月中旬に小学4年生以上を対象に行われる。授業やクラブ活動の体験の他、生徒による入試相談等も行っている。
- 自然体験学習（中1）- 夏休み期間中に、長野県で3泊4日の日程で行われる。
- 農工芸体験学習（中2）- 夏休み期間中に、福島県会津若松市及び喜多方市などで3泊4日の日程で行われる。年によっては民泊を1泊含む場合もある。また、2018年度までは群馬県水上で行われていた。
- イギリス・サマースクール - 中3・高1の希望者向けに13日間の日程でギルフォードにあるサリー大学で行われる。世界各地から集まった学生とともに英語研修の授業を受ける他、名所観光をする。2012年度のイギリス・サマースクールは2012年ロンドンオリンピック開催のため中止になったため、2013年度のイギリス・サマースクールでは高校2年の希望者も含めて実施された。また、2017年度のイギリス・サマースクールはロンドン市街でのテロ多発などにより中止となった。
- 高学祭（文化祭）- 毎年9月末または10月初頭の土・日の2日間にわたって開催される。高学祭執行部をはじめとした生徒主体で行われる。
- 西日本探訪（中3）- 10月下旬に4泊5日の日程で行われる。行先は京都・奈良の年度もあれば九州の年度もあり、2014年度には初めて沖縄となった。以降、沖縄が行先となることが増えている（2014年,2016年,2017年,2018年,2019年）。沖縄が行先の時は離島での民泊が組まれることが多い。
- 海外学校交流（高2）- 10月下旬に5泊6日の日程で行われる、生徒の高輪中学校・高等学校在籍中での最後の宿泊行事である。行先はオーストラリアで、ファームステイ2泊や現地の高校との交流などを行う。
- スキー学校（中1）- 中1の希望者を対象に12月下旬に志賀高原で行われる。
- 強歩大会（中1・中2）- 2月上旬に対象学年全員で行われる。六郷土手から二子玉川手前の多摩川沿いを往復20km歩く。2016年度までは中3も行っており、また2011年度まではルートも京王多摩川駅から六郷土手までの片道20kmであった。
- アメリカ・サンタクルーズ・ホームステイ - 中3の希望者を対象に春休みに10日間の日程で行われる。
- 芸術鑑賞会 - 創立130周年記念行事として『レ・ミゼラブル』を鑑賞したことをきっかけに、2016年度以降毎年開催されるようになった。130周年記念行事の『レ・ミゼラブル』は全校生徒・教職員で鑑賞したが、以降は学年ごととなった。鑑賞作品は毎年学年ごとに異なる。

## 部活動

### 運動部
- 野球部
- バスケットボール部
- バレーボール部
- サッカー部
- バドミントン部
- 硬式テニス部
- 卓球部
- 剣道部 - インターハイで3回優勝している（1997年、2000年、2004年）。
- 柔道部
- ゴルフ部
- 陸上競技部

### 文化部
- 美術部
- 写真部
- 映画研究部
- マルチメディア研究部
- 吹奏楽部
- 理科研究部
- 書道部
- 模型部
- 旅行・鉄道研究部 - 8月に開催される「全国高等学校鉄道模型コンテスト」に出展している。
- 将棋部
- ダーツ部 - 平成26年には「JAPAN OPEN ユースシングルス」優勝 や「World Darts Federation ユースランキング」アジア・パシフィック地域1位 など。
- 社会歴史研究部
- マジック部
- 天文部 - 高学祭では自作のプラネタリウムを展示・上演している。
- 弦楽部
- 軽音楽部

### 同好会
- 釣り同好会
- ESS
- ウェイトトレーニング同好会
- 自転車同好会
- 琉球三線同好会
- ダンス同好会
- クイズ研究同好会
- 折紙同好会 - 2023年高学祭大賞を受賞。[4]
- マケドニア研究同好会[5]

## 交通
- 都営地下鉄浅草線・京急線泉岳寺駅 徒歩3分
- 東京メトロ南北線・都営地下鉄三田線白金高輪駅 徒歩5分
- JR山手線・京浜東北線高輪ゲートウェイ駅 徒歩7分
- 都営バス 品97（品川駅高輪口行）高輪二丁目バス停 徒歩1分
- 都営バス 反96(五反田駅行) 高輪一丁目バス停 徒歩4分
- 都営バス 品97（新宿駅西口行）・反96（六本木ヒルズ行）泉岳寺前バス停 徒歩3分
- 都営バス 品93 高輪警察署前バス停 徒歩5分

泉岳寺駅・高輪ゲートウェイ駅から通学する際は泉岳寺の中門を通り抜ける。
白金高輪駅からの通学路沿いには高輪皇族邸がある。

## 著名な出身者
- 三島海雲 - カルピス創業者
- 橋本文彦 - 衆議院議員、弁護士、中央選挙管理会予備委員[6]
- 山口蓬春 - 日本画家
- 邦光史郎 - 小説家
- 加藤まさを - 『月の沙漠』作詞家
- DaiGo - メンタリスト
- 宮本浩次 - エレファントカシマシ ボーカル兼ギター
- 青空球児 - 漫才師
- 江川宇礼雄 - 俳優、映画監督（中退）
- 山口勇 - 俳優
- 谷村昌彦 - 俳優（中退）
- 深澤弘 - アナウンサー
- 福井晴敏 - 小説家
- 中部博 - ノンフィクション作家
- 竹中労 - ジャーナリスト（旧制甲府中学校に転校）
- 松原泰道 - 臨済宗妙心寺派教学部長、臨済宗龍源寺住職
- 保井俊一郎 - 重量挙げ選手
- 米屋勇一 - 剣道家、警察官
- 守谷慧 - NGO国境なき子どもたち理事、日本郵船社員
- 高橋浩 - 元卓球選手
- 結城昌治 - 小説家
- 蜂須賀敬明 - 小説家[7]
- 渡邉りょう - サッカー選手（ジュビロ磐田所属）